# Xin Xin
Xin Xin (chiń. 辛鑫; ur. 6 listopada 1996 w Binzhou) – chińska pływaczka długodystansowa, mistrzyni świata na dystansie 10 km.

## Kariera
W 2012 wystartowała na igrzyskach olimpijskich, na których wystąpiła na 800 m stylem dowolnym. Odpadła w eliminacjach, zajmując ostatnie, 8. miejsce w swoim wyścigu eliminacyjnym z czasem 8:40,88 s i 24. w klasyfikacji generalnej. Wcześniej w tym samym roku została mistrzynią kraju z czasem 8:22,76 s, wówczas drugim na listach światowych. W 2013 na mistrzostwach kraju pobiła rekord Azji na 800 m, uzyskując czas 8:19,43 s.
W 2019 roku na mistrzostwach świata w Gwangju zdobyła złoty medal na dystansie 10 km na otwartym akwenie.
Reprezentuje Shandong Swimming Team. Od 2002 trenuje ją Zhou Jing.